# Mortier automoteur

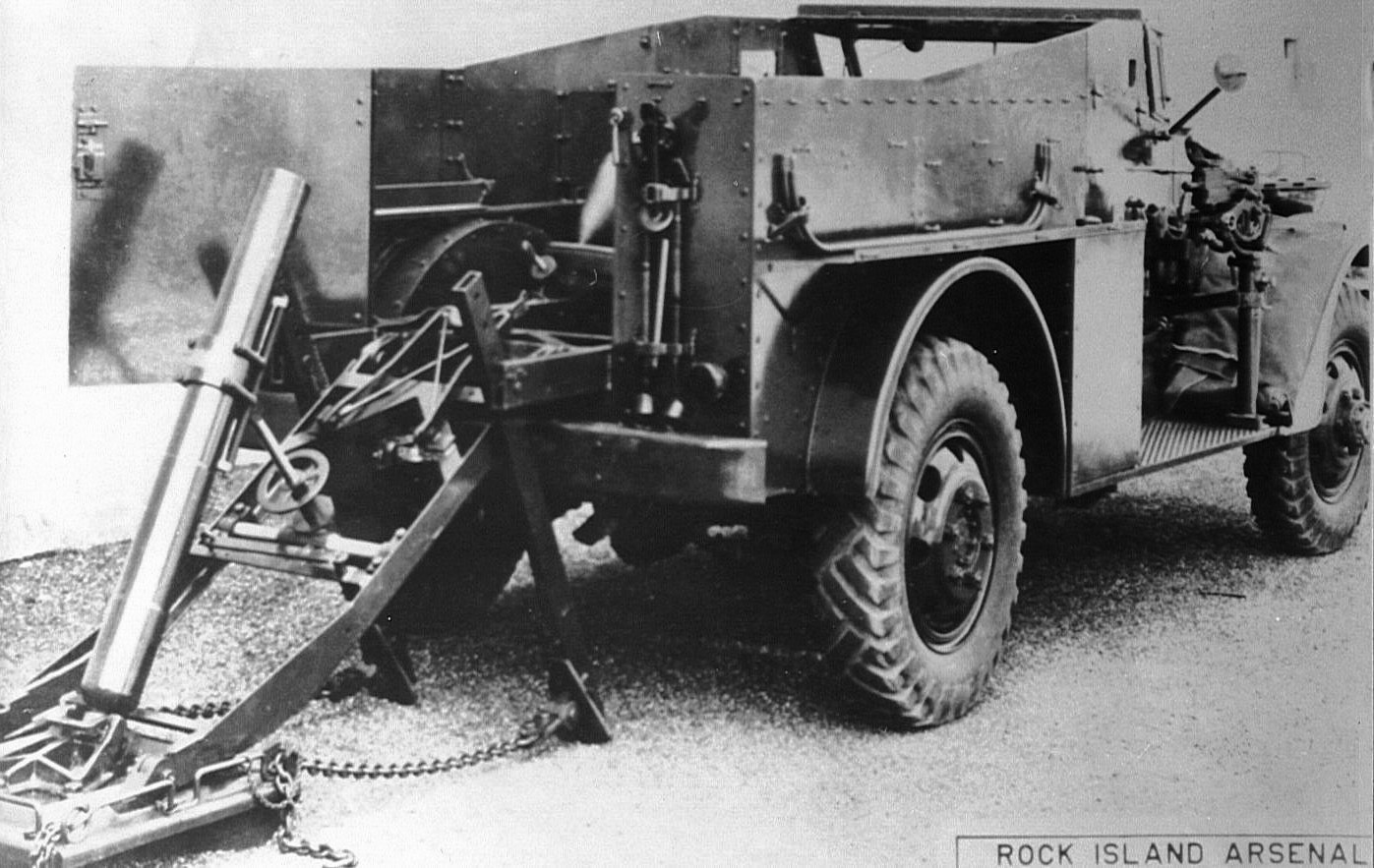
Variante T5E1 4.2inch du M3 Scout Car emportant un mortier de 107 mm.

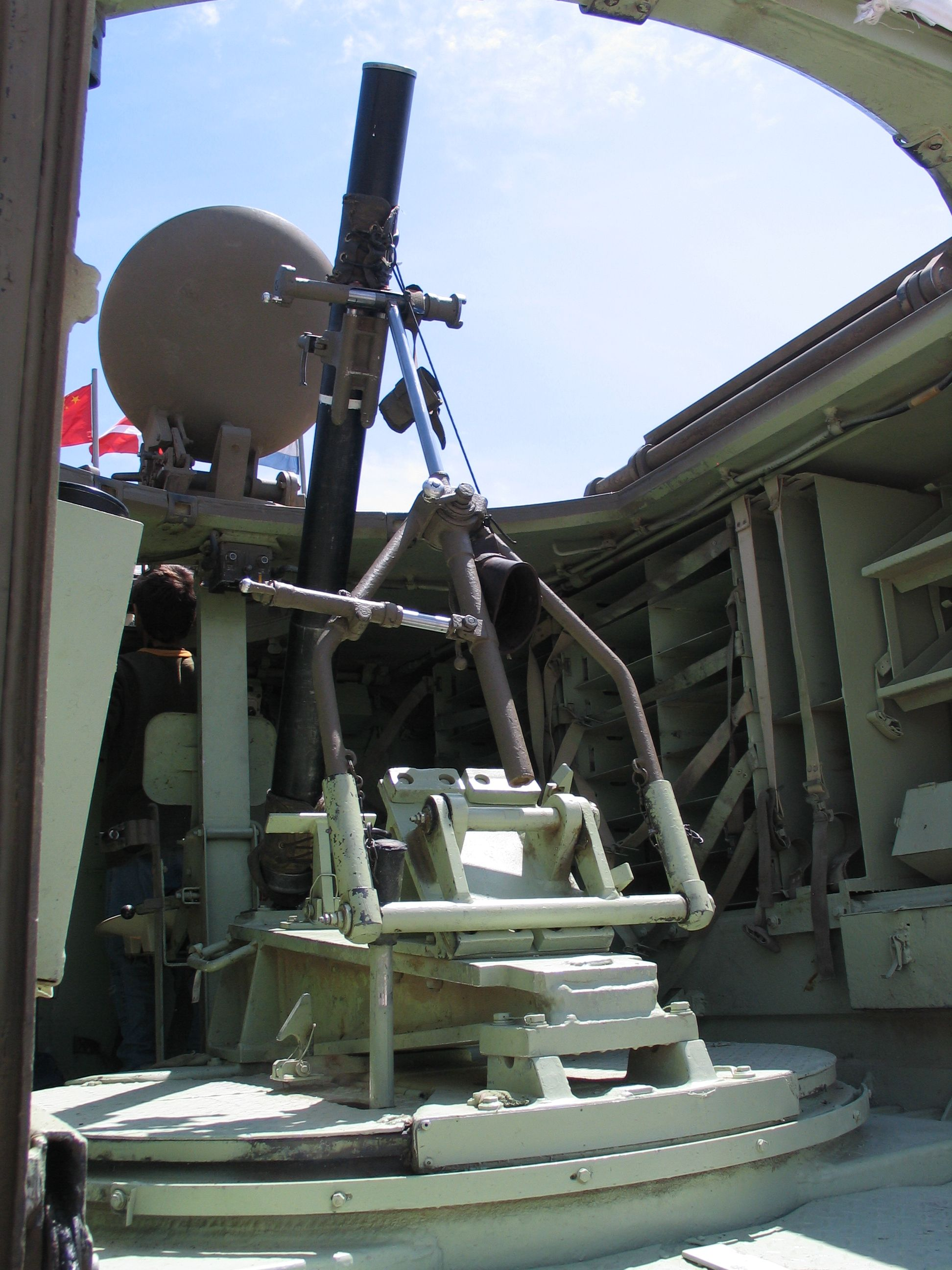
Mortier de 81 mm à l'intérieur d'un M113 des Forces terrestres israéliennes.

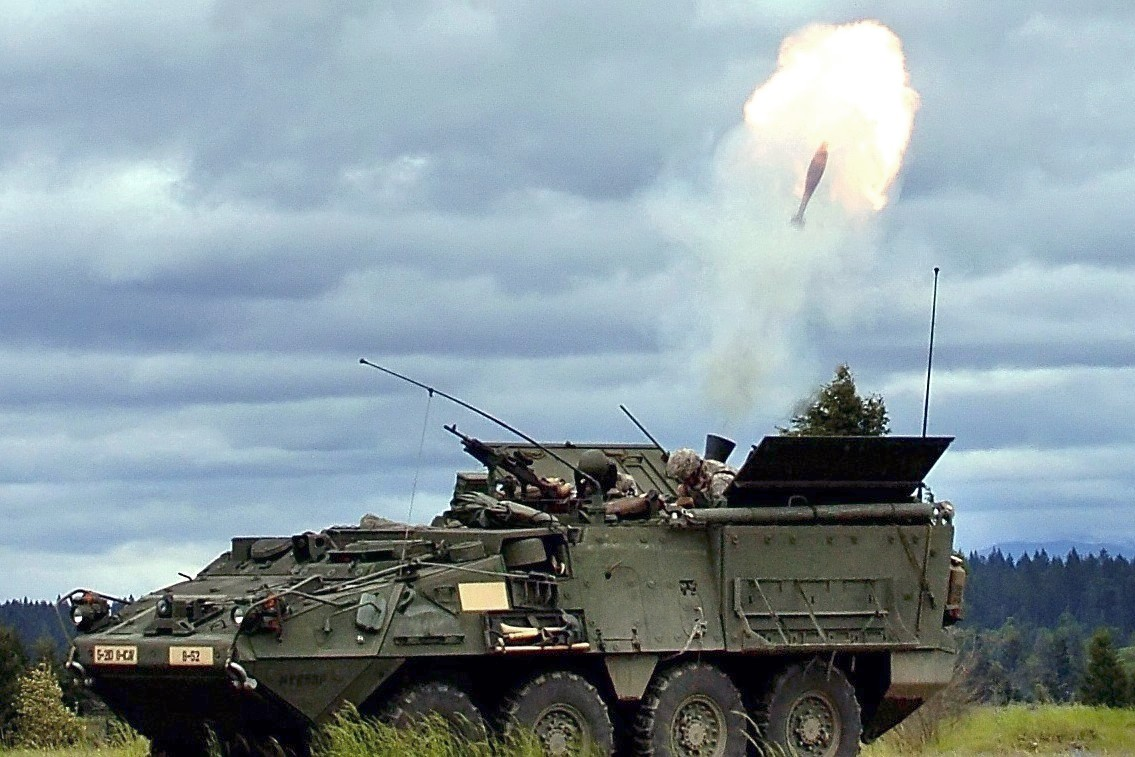
Stryker dans sa variante mortier automoteur

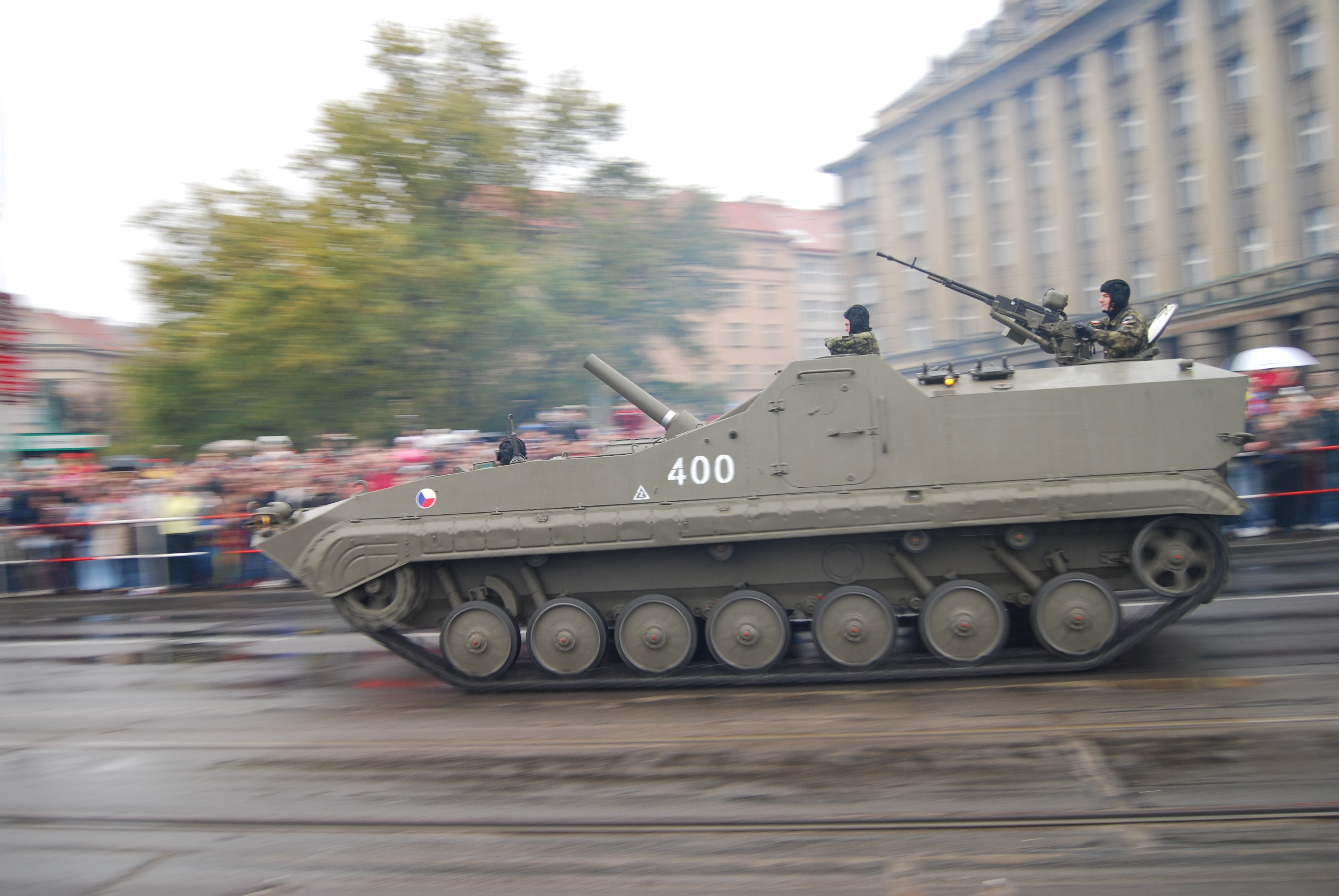

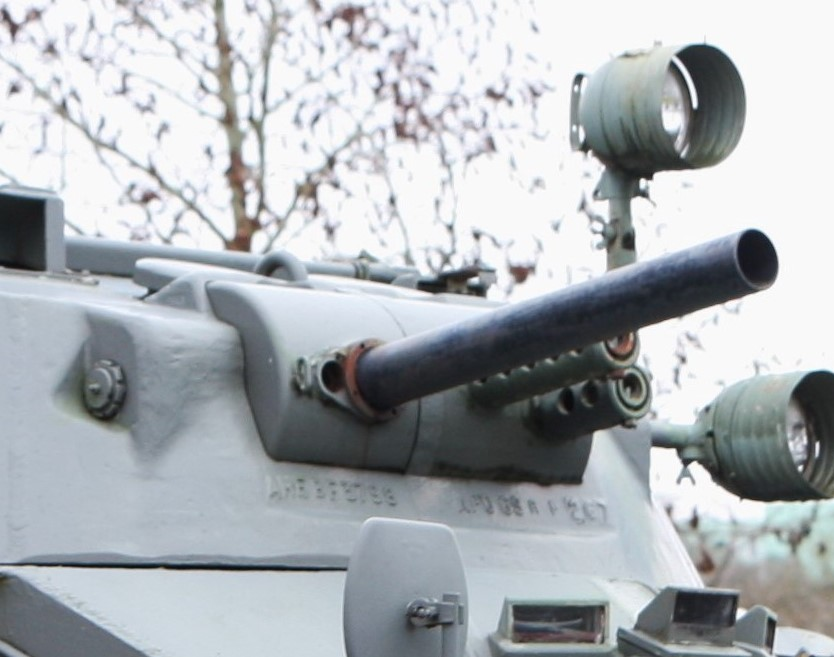
Brandt Mle CM60A1 mortier sur une tourelle de Panhard AML-60.

Un mortier automoteur est un mortier embarqué sur un véhicule militaire. Le concept s'est développé durant la Seconde Guerre mondiale.

## Liste de mortiers automoteurs
| Calibre (mm) | Nom                                                                | Pays d'origine   | Periode                 |
| ------------ | ------------------------------------------------------------------ | ---------------- | ----------------------- |
| 81 mm        | M4 Mortar Motor Carriage                                           | États-Unis       | Seconde Guerre mondiale |
| 81 mm        | M21 Mortar Motor Carriage                                          | États-Unis       | Seconde Guerre mondiale |
| 16 × 81 mm   | Reihenwerfer (en)                                                  | Reich allemand   | Seconde Guerre mondiale |
| 81 mm        | Carrier Mortar Tracked (CMT) (en)                                  | Inde             | Moderne                 |
| 81 mm        | EIMOS                                                              | Espagne          | Contemporain            |
| 81 mm/120 mm | Alakran                                                            | Espagne          | Contemporain            |
| 120 mm       | Véhicule d'appui chenillé/Escribano                                | Espagne          | Contemporain            |
| 120 mm       | RUAG Cobra                                                         | Suisse           | Contemporain            |
| 107 mm       | M106 mortar carrier (en)                                           | États-Unis       | Guerre froide           |
| 120 mm       | Vz.85 ShM-120 PRAM-S                                               | Tchécoslovaquie  | Guerre froide           |
| 120 mm       | 120 KRH-TEKA (Sisu NA-122) (en)                                    | Finlande         | Contemporain            |
| 120 mm       | Patria NEMO                                                        | Finlande         | Contemporain            |
| 120 mm       | PLL-05                                                             | Chine            | Contemporain            |
| 120 mm       | RAK                                                                | Pologne          | Contemporain            |
| 120 mm       | GMM-120 (en)                                                       | Géorgie          | Contemporain            |
| 120 mm       | M1064 mortar carrier (en)                                          | États-Unis       | Contemporain            |
| 120 mm       | M1129 Mortar Carrier (en)                                          | États-Unis       | Contemporain            |
| 120 mm       | 2S9 Nona                                                           | Union soviétique | Guerre froide           |
| 120 mm x 2   | AMOS                                                               | Finlande/Suède   | Contemporain            |
| 240 mm       | 2S4 Tioulpan                                                       | Union soviétique | Guerre froide           |
| 280 mm       | Mortier 280 mm TR de Schneider sur affût-chenilles St Chamond (en) | France           | Seconde Guerre mondiale |
| 120 mm       | Griffon MEPAC                                                      | France           | Contemporain            |